# Kansas (hudební skupina)
Kansas je rocková skupina založená v roce 1970 v Kansasu, její největší hity byly například „Carry On My Wayward Son“ (která je používaná ve velmi úspěšném seriálu Supernatural/Lovci duchů v posledním díle každé série) nebo „Dust in the Wind“.

## Diskografie
Studiová alba
- Kansas (1974)
- Song for America (1975)
- Masque (1975)
- Leftoverture (1976)
- Point of Know Return (1977)
- Monolith (1979)
- Audio-Visions (1980)
- Vinyl Confessions (1982)
- Drastic Measures (1983)
- Power (1986)
- In the Spirit of Things (1988)
- Freaks of Nature (1995)
- Always Never the Same (1998)
- Somewhere to Elsewhere (2000)
- The Prelude Implicit (2016)
- The Absence of Presence (2020)

Živá alba
- Two for the Show (1978)
- Live at the Whisky (1975)
- King Biscuit Flower Hour (1998)
- Device Voice Drum (2002)
- There's Know Place Like Homer (2009)

Kompilace
- The Best of Kansas (1984)
- Carry On (1992)
- The Kansas Boxed Set (1994)
- Sail On: 30th Anniversary (2004)
- Works in Progress (2006)
- Complete Albums Collection (2012)
- Original Album Classic (2015)